# Попутный ветер (фильм, 1973)
«Попутный ветер» (чешск.: Větrné moře) — советско-чехословацкий фильм 1973 года режиссёра Эльдара Кулиева. Экранизация рассказа Иржи Марека «Жизнь под знаменем» о борьбе коммуниста, русского революционера чешского происхождения Ивана Вацека за власть Советов в Азербайджане.

## Сюжет
Действие разворачивался в Баку в 1918 году, когда пала Бакинская коммуна и власть захватили эсеры, большинство большевиков заточены в тюрьму. 
Меньшевики и эсеры продают право на добычу бакинской нефти англичанам. В военном отношении их защищают казаки во главе с атаманом Бичехаровым.
В это время один из большевиков Ян Вацек с помощью отряда командира Петрова решает удерживать позиции близ Баку, но приходит приказ о выводе войск из этого района и эвакуации активистов и рабочих из оккупированного Баку в Астрахань. Атаману Бичехарову удаётся организовать захват комиссара, казачий офицер Талыбов избивает его, но Яна спасают его верный товарищ Алибаба и младший брат Эдуардо.
Азербайджанские революционные рабочие решают продемонстрировать свою силу иностранным компаниям: голыми руками засыпают вход в бухту Баку.
Стойкость большевиков и забастовка нефтяников вынуждает англичан начать вести переговоры с коммунистами.

## В ролях
- Алоис Швеглик — Ян Вацек
- Гасан Мамедов — Алибаба
- Йозеф Лангмилер — 'Рошер
- Радован Лукавский — Смит
- Глеб Стриженов — Туманов
- Геннадий Юдин — Петров
- Гаджимурад Ягизаров — князь Талыбов
- Яна Гырова — Мария
- Франтишек Велецкий — Монташев, владелец нефтяной компании
- Йозеф Шебек — Эдуард
- Аладдин Аббасов — Амирасланов
- Николай Бармин — Фёдор
- Вадим Грачёв — Савельев
- Исмаил Османлы — доктор Гаибов
- Амалия Панахова — Хадиджа, сеатра Алибабы
- Гусейн Садыхов — Аллахверди
- Гасанага Турабов — Бичерахов
- Садык Гасанзаде — Мухтар
- Энвар Гасанов — Али
- Рамиз Меликов — офицер
- Мирослав Крейча — инженер-нефтяник
- Зденек Найман — трактирщик
- Карел Шебеста — политработник
- Мухтар Маниев — анархист
- Камал Худавердиев — эпизод
- Юсиф Велиев — эпизод
- Людек Мунзар — эпизод